# Чемпіонат Європи з кросу 1995
Чемпіонат Європи з кросу 1995 був проведений 2 грудня в британському Алніку.

## Призери

### Чоловіки
| Першість | Золото | Золото  | Срібло | Срібло | Бронза                                                                                                  | Бронза |
| -------- | --- | ------- | --- | ------ | --- | ------ |
| Особиста | Паулу Герра Португалія                                                                                              | 26.40   | Алехандро Гомес Іспанія                                                                                   | 26.46  | Ендрю Пірсон Велика Британія                                                                            | 26.47  |
| Командна | Іспанія Алехандро Гомес (2) Хосе Мануель Гарсія (8) Мануель Панкорбо (10) Пере Арко (12) Хуліо Рей Хосе Карлос Адан | 32 очки | Португалія Паулу Герра (1) Альфреду Браш (7) Жозе Рамуш (14) Жозе Регалу (15) Карлуш Монтейру Жозе Сантуш | 37     | Велика Британія Ендрю Пірсон (3) Кіт Каллен (4) Джон Браун (6) Девід Тейлор (42) Колін Джонс Карл Юдолл | 55     |

### Жінки
| Першість | Золото                                                                                          | Золото  | Срібло                                                                                               | Срібло | Бронза | Бронза |
| -------- | ----------------------------------------------------------------------------------------------- | ------- | --- | ------ | --- | ------ |
| Особиста | Аннемарі Санделл Фінляндія                                                                      | 13.52   | Сара Ведлунд Швеція                                                                                  | 14.07  | Ніна Бєлікова Росія                                                                                                | 14.09  |
| Командна | Росія Ніна Бєлікова (3) Алла Жиляєва (5) Олена Баранова (12) Лідія Василевська Марія Коновалова | 20 очок | Румунія Елена Фідатов (4) Стела Олтяну (8) Юлія Негуре (11) Мар'яна Кіриле-Станеску Даніела Петреску | 23     | Франція Аннетт Сержен-Паллюй (6) Захія Дахмані (15) Лоранс Вів'є (20) Розаріо Ганглофф-Мурсія Бландін Біцнер-Дюкре | 41     |

## Медальний залік
| Місце               | Країна              | Золото | Срібло | Бронза | Загалом |
| ------------------- | ------------------- | ------ | ------ | ------ | ------- |
| 1                   | Іспанія             | 1      | 1      | 0      | 2       |
| 1                   | Португалія          | 1      | 1      | 0      | 2       |
| 3                   | Росія               | 1      | 0      | 1      | 2       |
| 4                   | Фінляндія           | 1      | 0      | 0      | 1       |
| 5                   | Румунія             | 0      | 1      | 0      | 1       |
| 5                   | Швеція              | 0      | 1      | 0      | 1       |
| 7                   | Велика Британія     | 0      | 0      | 2      | 2       |
| 8                   | Франція             | 0      | 0      | 1      | 1       |
| Загалом (8 збірних) | Загалом (8 збірних) | 4      | 4      | 4      | 12      |

## Українці на чемпіонаті
| Місце | Атлет                                  | Результат |
| ----- | -------------------------------------- | --------- |
| 11    | Сергій Лебідь Дніпропетровська область | 27.06     |
| 50    | Віктор Карпенко Київська область       | 28.14     |
| 54    | Андрій Чорноколпаков Київ              | 28.24     |
| 70    | Ігор Ліщинський Донецька область       | 28.46     |

| Місце | Атлетка                                 | Результат |
| ----- | --------------------------------------- | --------- |
| 28    | Тетяна Біловол Одеська область          | 14.42     |
| 51    | Зоя Казновська Запорізька область       | 15.08     |
| 67    | Тетяна Бабик Миколаївська область       | 15.26     |
| 76    | Ольга Стефанішина Тернопільська область | 15.57     |
| —     | Ілона Барванова АР Крим                 | DNF       |